# Sonja Ledl-Rossmann

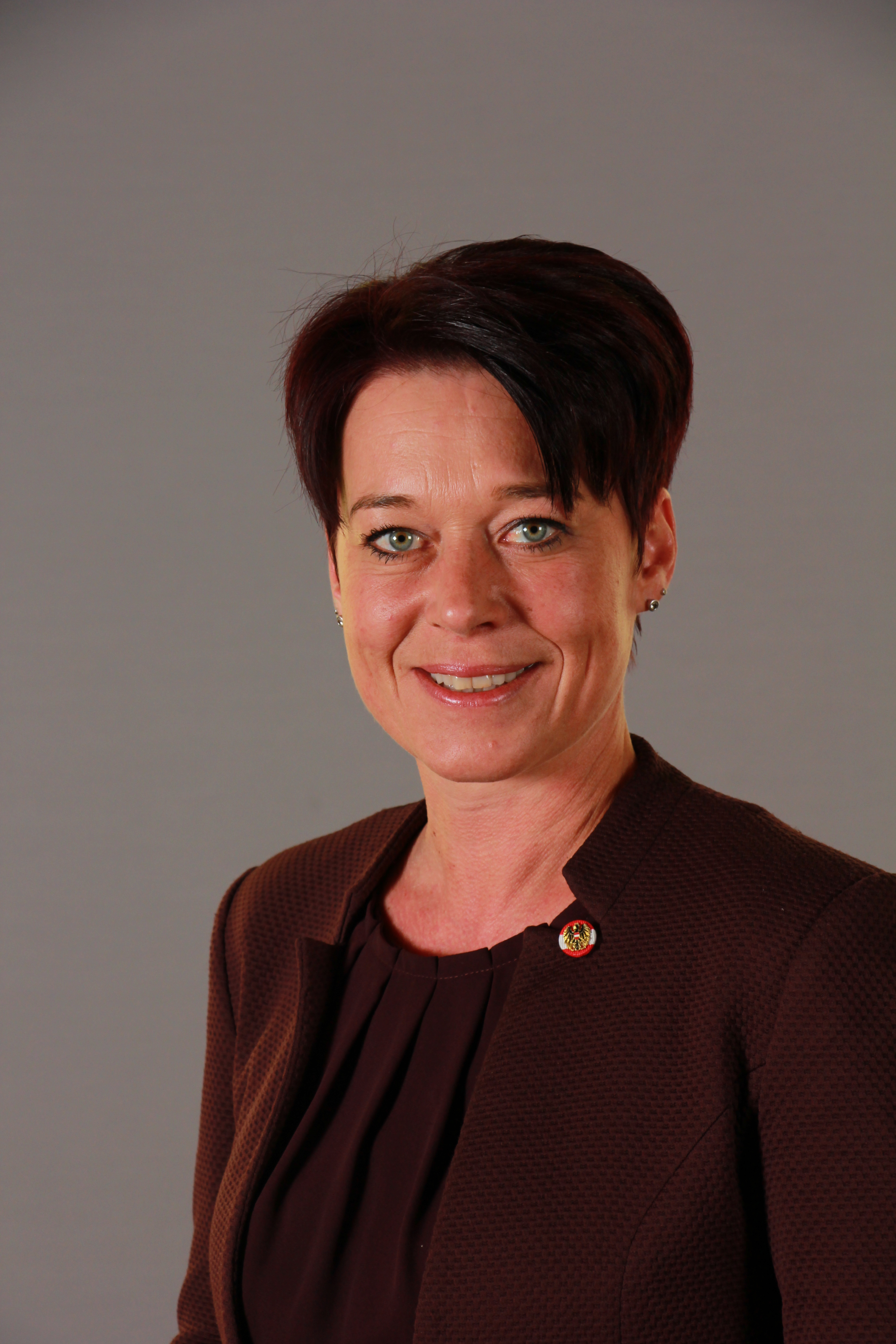
Sonja Ledl-Rossmann (2017)

Sonja Ledl-Rossmann (* 1. September 1974 in Ehenbichl, Tirol als Sonja Ledl) ist eine österreichische Politikerin (ÖVP), ehemalige Heimleiterin und seit 28. März 2018 Präsidentin des Tiroler Landtages.
Von 2013 bis 2018 war sie Mitglied des österreichischen Bundesrats, ab November 2017 dessen Vizepräsidentin. In der ersten Jahreshälfte 2017 übte sie die Funktion der Präsidentin des Bundesrats aus.

## Ausbildung und Beruf
Ledl besuchte von 1980 bis 1984 die Volksschule in Vils und im Anschluss das Bundesrealgymnasium Reutte, das sie 1992 mit der Matura abschloss.  In der Folge absolvierte sie zwischen 1993 und 1996 die Krankenpflegeschule in Reutte und erhielt 1996 ihr Diplom.
Von 1996 bis 2001 war Ledl zunächst als Diplom-Gesundheits- und Krankenschwester auf der internen Station in Reutte tätig und wechselte danach von 2001 bis 2003 als Pflegedienstleiterin in das Seniorenhaus Lechaschau. Ab 2003 war sie Heimleiterin des Hauses Ehrenberg. Seit 2009 ist sie außer Dienst gestellt.

## Politischer Werdegang
2006 wurde Ledl zur ÖVP-Bezirksparteiobmann-Stellvertreterin des Bezirks Reutte gewählt. Sie vertrat die Tiroler Volkspartei von 2008 bis 2013 im Tiroler Landtag. Von Juni 2009 bis 2014 war sie zudem als Landesleiterin der VP-Frauen tätig und seit 2009 ist sie Landesparteiobmannstellvertreterin. Sie ist seit 2013 Bezirksparteiobfrau der Tiroler Volkspartei im Bezirk Reutte und war auch Bundesvorsitzende der ÖAAB Frauen.
2013 zog sie als Mitglied des österreichischen Bundesrats in die zweite Parlamentskammer in Wien ein. Dort war sie im 1. Halbjahr 2017 dessen Präsidentin.
Einer breiteren Öffentlichkeit wurde Ledl-Rossmann am 26. Jänner 2017 in ihrer Funktion als Bundesratspräsidentin (als Vorsitzende der Bundesversammlung) bekannt, als sie den derzeitigen Bundespräsidenten, Alexander Van der Bellen angelobt hatte.

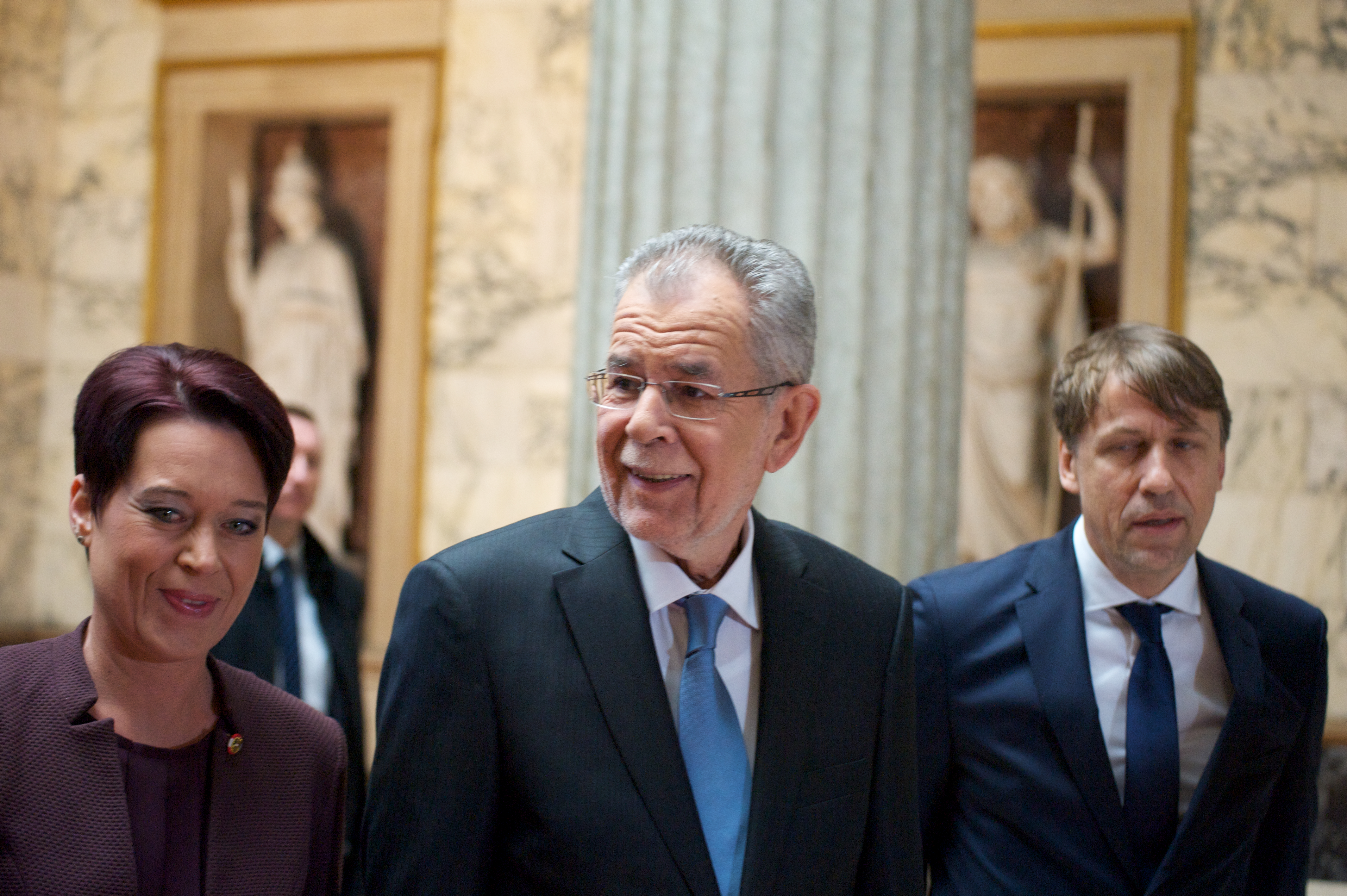
Ledl-Rossmann (l.) mit Bundespräsident Alexander Van der Bellen (2. v. r.) bei dessen Angelobung (2017)

Am 28. März 2018 folgte sie Herwig van Staa als Landtagspräsidentin des Tiroler Landtages nach.

## Privatleben
Am 15. Mai 2010 heiratete sie den Innsbrucker Rechtsanwalt Harald Rossmann und nahm ihren Doppelnamen an.